# トグミディン・ドルジハンド
- トグミド・ドルジハンド

トグミディン・ドルジハンド（モンゴル語: Тогмидын Доржханд、1977年 - ）は、モンゴルの政治家。副首相、国家大会議議員、フン党党首。

## 人物・経歴
ウランバートル生まれ。1999年モンゴル国立大学卒業。2001年財務省入省。2002年から日本-IMFアジア奨学金プログラム（JISPA）奨学生として一橋大学に留学し、日本の財務省で実務研修生としてインターンをしながら、2004年に一橋大学国際・公共政策大学院公共経済コースアジア公共政策プログラムを修了し、公共経済修士（専門職）の学位を取得した。2010年ハーバード大学で官民連携の修士号を取得。2011年モンゴル北極星勲章受章。2012年オックスフォード大学で金融理論の修士号を取得。財務省信用政策局副局長、国際連合図們地域プログラムおよびアジア開発銀行中央アジアにおける経済協力プログラムのコーディネーター、財務省開発融資及び協力局局長などを務め、2013年財務省金融政策及び債務管理局局長。2015年にフン党に参画。2020年国家大会議議員。2021年フン党党首。2024年副首相（競争問題担当）。